# Timpf

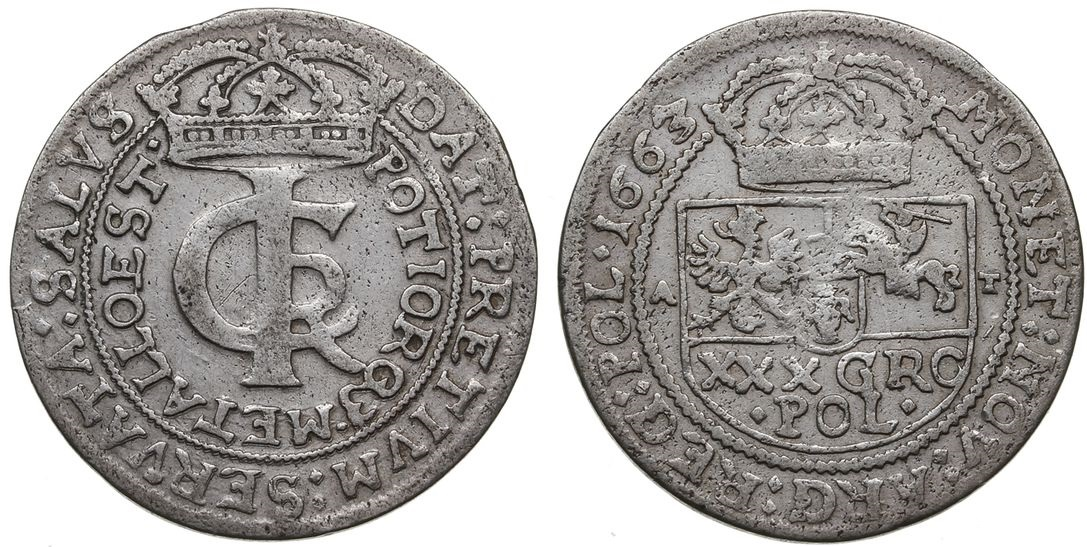
Johann II. Kasimir, Timpf von 1663 (⅓ Taler, Guldentympfe genannt, zu 30 Groschen) Mmz. A – T

Der Tympf (selten Timpf, polnisch Tymf) war eine geringhaltige Silbermünze in Polen-Litauen, aber auch in Brandenburg-Preußen und Russland im 17. und 18. Jahrhundert.

## Geschichte

Tympf von König Johann II. Kasimir von Polen

Die Münze wurde erstmals 1663 in Bromberg (Bydgoszcz) in Polnisch-Preußen durch den Münzmeister Andreas Tympf geschlagen und dann nach ihm benannt.
Der nominale Wert war anfangs 30 Groschen, er sank aber bald auf Grund des geringen Silbergehalts auf 18 Groschen.
Auch in Brandenburg-Preußen wurden ab etwa 1685 Tympfe geprägt.
Nach der Übernahme der polnischen Königskrone durch die sächsischen Kurfürsten 1697 wurden viele Tympfe in der Münzstätte Leipzig als Achtzehngroschenstücke geschlagen. Ab 1756 dann durch den preußischen König Friedrich II., der die Stadt im Siebenjährigen Krieg erobert hatte. In Preußen wurde die Prägung 1765 eingestellt.
Die russischen Zaren prägten Tympfe in den von ihnen besetzten polnisch-litauischen Gebieten von 1707 bis 1709 während des Nordischen Krieges und von 1759 bis 1761 im Siebenjährigen Krieg.
Weitere Münzstätten gab es in Königsberg und Stettin.
Nach den Teilungen Polens wurde die Münze bald durch andere Währungen ersetzt.
Insgesamt wurden von diesen Münzen etwa sechs Millionen ausgegeben, die einen Schlagschatz von über zwei Millionen Gulden erzielten.
Der Tympf galt in Polen wegen seines geringen Gehaltes besonders in den Jahren vor der Teilung Polens als ein Symbol für den schlechten Zustand des Landes. Es gibt das Sprichwort Dobry żart tymfa wart (Ein guter Scherz ist einen Tympf wert).